# Decagono

Decagono regolare

In geometria, un decagono è un poligono con dieci lati e dieci angoli. In un decagono regolare tutti i lati hanno lunghezza uguale e tutti gli angoli sono di 144º. L'area di un decagono regolare con lato lungo {\displaystyle a} è data da:
{\displaystyle A={\frac {5}{2}}a^{2}\cot {\frac {\pi }{10}}={\frac {5a^{2}}{2}}{\sqrt {5+2{\sqrt {5}}}}\simeq 7,69421a^{2}.}

## Costruzione e perimetro
Un decagono regolare può essere costruito con riga e compasso. Qui sotto ne è mostrata un'animazione:
Il perimetro di un decagono regolare si trova moltiplicando un suo lato per 10:
{\displaystyle P=10a.}

## Decagono regolare e triangoli aurei
Unendo il centro del decagono regolare con i suoi dieci vertici si ottengono dieci triangoli aurei acutangoli (36°,72°,72°). Utilizzando anche i triangoli aurei ottusangoli (36°,36°,108°) ci sono diversi modi per ottenere decagoni regolari come mostrato dall'esempio in figura

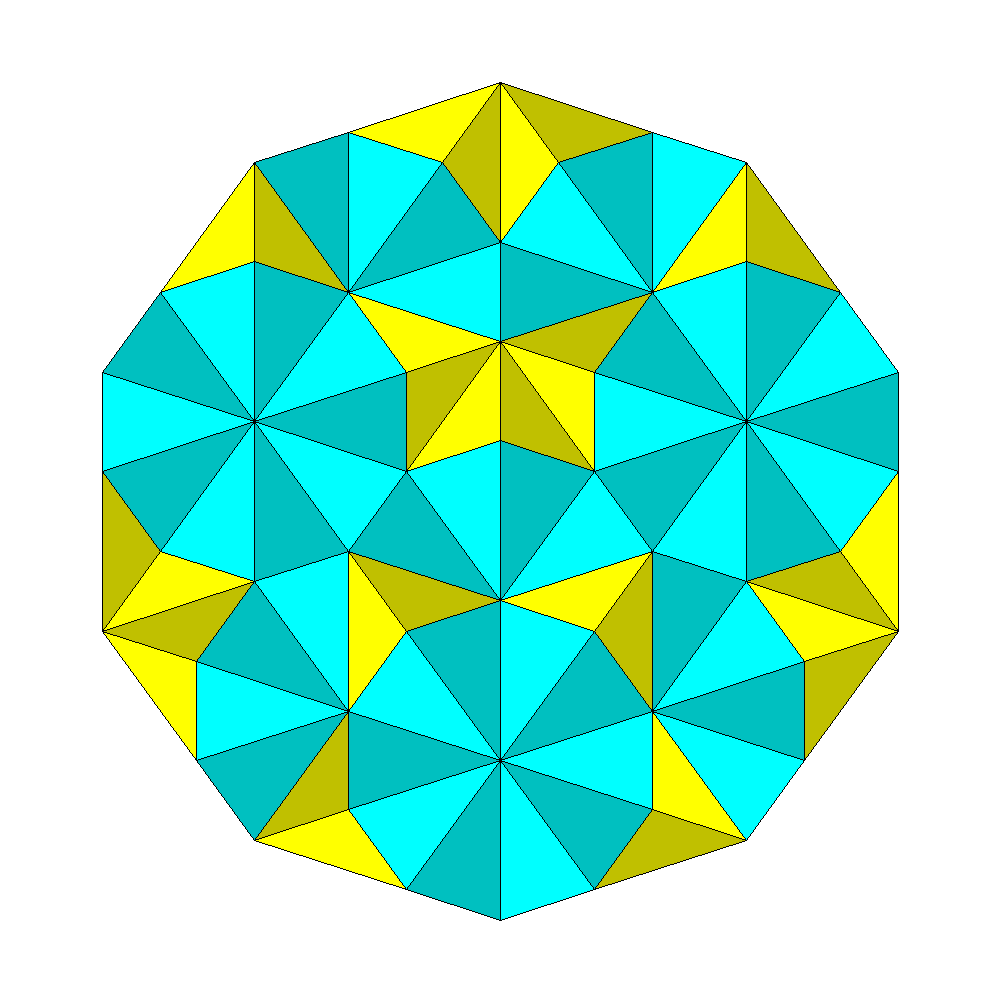
Decagono regolare ottenuto con Tassellatura di Penrose: Dardi (coppie di triangoli aurei ottusangoli in giallo) e aquiloni (coppie di triangoli aurei acutangoli in azzurro)